# Schildwolde
Schildwolde  (Dialekt groningski: Schewôl) – wieś w niderlandzkiej gminie Midden-Groningen, w prowincji Groningen.

## Geografia
Wieś Schildwolde leży na powierzchni 17,8km² w północnej części Holandii gminie Midden-Groningen, w prowincji Groningen.

## Demografia
Według spisu ludności z 2023 roku we wsi Schildwolde mieszkało 1665 mieszkańców.